# ボルティガーリ
ボルティガーリ（イタリア語: Bortigali）は、イタリア共和国サルデーニャ自治州ヌーオロ県にある、人口約1,300人の基礎自治体（コムーネ）。

## 地理

### 位置・広がり

#### 隣接コムーネ
隣接するコムーネは以下の通り。
- ビーロリ
- ボロータナ
- ドゥアルキ
- マコメール
- シラーヌス